# Французькі монети євро
Французькі монети євро — вісім монет євро, які випущені Монетним двором Франції. Всього існує три дизайни національної сторони монет: на монетах дрібного номіналу зображено портрет Маріанни, символу Французької республіки, на монетах більшого номіналу зображено сіяча, що раніше був викарбуваний на франку, на монетах в 1 і 2 євро зображено стилізоване дерево і девіз фр. Liberté Egalité Fraternité (Свобода, рівність, братерство).

## Дизайн національної сторони
| 0,01 €       | 0,02 €       | 0,05 €                    |
| ------------ | ------------ | ------------------------- |
| Маріанна     |              |                           |
| 0,10 €       | 0,20 €       | 0,50 €                    |
| Засівальниця | Засівальниця | Засівальниця              |
| 1,00 €       | 2,00 €       | По краю Монети «Два євро» |
|              |              |                           |

## Обіг
Дані про тираж в мільйонах.
| Номінал                                                                 | €0.01  | €0.02  | €0.05  | €0.10  | €0.20  | €0.50  | €1.00  | €2.00  |
| ----------------------------------------------------------------------- | ------ | ------ | ------ | ------ | ------ | ------ | ------ | ------ |
| 1999                                                                    | 794.02 | 702.07 | 616.19 | 447.25 | 454.29 | 105.75 | 56.69  | ???    |
| 2000                                                                    | 605.23 | 510.12 | 280.06 | 297.43 | 148.95 | 179.50 | 297.27 | 171.12 |
| 2001                                                                    | 300.65 | 249.05 | 217.29 | 144.48 | 256.31 | 276.25 | 150.22 | 237.92 |
| 2002                                                                    | 0.1    | ***    | 186.3  | 206.6  | 192.0  | 226.4  | 129.3  | 153.6  |
| 2003                                                                    | 160.0  | 160.0  | 101.0  | 180.7  | ***    | ***    | ***    | ***    |
| 2004                                                                    | 400.0  | 300.0  | 60.0   | N/A**  | ***    | ***    | ***    | ***    |
| 2005                                                                    | 240.0  | 260.0  | 20.0   | 45.0   | ***    | ***    | ***    | ***    |
| 2006                                                                    | 343.0  | 283.0  | 132.0  | 60.0   | ***    | ***    | ***    | ***    |
| 2007                                                                    | 300.0  | 200.0  | 100.0  | 60.0   | 40.0   | ***    | ***    | ***    |
| 2008                                                                    | 462.67 | 386.53 | 218.23 | 178.71 | 25.54  | ***    | ***    | ***    |
| 2009                                                                    | 437.32 | 343.12 | 184.71 | 142.71 | 82.66  | ***    | ***    | ***    |
| 2010                                                                    | 335.00 | 277.00 | 184.00 | 76.00  | 108.00 | ***    | ***    | ***    |
| 2011                                                                    | **     | **     | **     | **     | **     | **     | **     | **     |
| *** випускалися малим тиражем, тільки для наборів ** дані ще недоступні |        |        |        |        |        |        |        |        |

## Пам'ятні Монети

З нагоди 70-річчя звернення генерала де Голля, виголошеного 18 червня 1940 року (випущена в 2010)